# Station Czechowice-Dziedzice
Station Czechowice-Dziedzice is een spoorwegstation in de Poolse plaats Czechowice-Dziedzice.